# Ali (film)
Ali je americký dramatický film z roku 2001. Režisérem filmu je Michael Mann. Hlavní role ve filmu ztvárnili Will Smith, Jamie Foxx, Jon Voight, Mario Van Peebles a Ron Silver.

## Ocenění
Will Smith a Jon Voight byli za své role v tomto filmu nominováni na Oscara a Zlatý glóbus. Film byl dále nominován na Zlatý glóbus v kategorii nejlepší hudba.

## Obsazení
| Will Smith               | Cassius Clay/Cassius X/Muhammad Ali |
| Jamie Foxx               | Drew Bundini Brown                  |
| Jon Voight               | Howard Cosell                       |
| Mario Van Peebles        | Malcolm X                           |
| Ron Silver               | Angelo Dundee                       |
| Jeffrey Wright           | Howard Bingham                      |
| Mykelti Williamson       | Don King                            |
| Jada Pinkettová Smithová | Sonji Roi                           |
| Joe Morton               | Chauncey Eskridge                   |